# Всесвітня монархія
Всесвітня монархія — кінцева мета ідеї об'єднання (спочатку - за допомогою завоювання) можливо більшого числа (в ідеалі - всіх) народів під загальною державної владою, для встановлення миру і законного порядку в можливо широких межах (в ідеалі - на всій Землі).
Таке об'єднання людства через перетворення його в одне політичне тіло, ніколи ще не було досягнуто, але історія знає декілька приблизних всесвітніх монархій, між якими не без підстави відзначають чотири головних: Ассиро-Вавилонську, Мідо-Перську, македонські-еллінську і Римську. Написи ассирійських і перських царів не залишають сумніву, що ці завойовники вважали своїм вищим покликанням підкорювати все народи для встановлення миру і порядку на Землі, хоча уявлення їх про це завдання і про засоби до її виконання були занадто прості. Більш складними і плідними є всесвітньо-історичні задуми Македонської монархії, яка спиралася на вищу силу еллінської освіченості, глибоко і міцно проникла в підкорений східний світ. Повної ясності ідея всесвітньої монархії досягає у римлян, твердо вірили в своє покликання підкорити Всесвіт під владу одного закону і права.
З появою християнства свідомість єдності людського роду поглибилося і одухотворити;  виникла нова величезне завдання - об'єднати людство зсередини, в дусі та в правді.  З огляду на віддаленість здійснення цього завдання і триваючої між народами ворожнечі, інтерес до зовнішнього політичній єдності не міг зникнути і в християнському світі.  Нові спроби всесвітньої монархії, засновані на зовнішньому механічному поєднанні християнських почав з давньоримськими, не могли мати міцного успіху; навіть за зовнішнім обсягом вони далеко відстали від Римської імперії. Проте, починаючи від Данте Аліг'єрі (в його творі «De monarchia») і кінчаючи новітніми пангерманіст і панславістом, ідея всесвітньої монархії не припиняла мати прихильників.
В середньовіччі Священна Римська імперія розглядалася як спроба реалізації ідеї всесвітньої монархії. У новий час захоплювався ідеєю «всесвітньої монархії» Наполеон, який вважав себе істинним наступником Карла Великого.